# 人工市場
人工市場 (じんこうしじょう、artificial market) とは、コンピュータ上に、人工的に作り出された架空の市場である。
人工市場の研究は、複雑系アプローチと呼ばれる研究分野の1つである。複雑系アプローチとは、複雑な現実世界の現象を、強い相互作用を持つ要素の集合としてモデル化し、コンピュータ・シミュレーションにより理論モデルの分析を行うアプローチである。複雑系研究の中心的存在であるサンタフェ研究所でも、複雑系経済学の研究が行われてきた。
人工市場を用いることにより、現実の経済現象の分析や、既存の経済理論の検証などを行うことができる。また、人工市場から得られたシミュレーション結果を、実際の金融市場の現場における意思決定の支援などにも用いることができる。

## 従来の経済理論の検証
従来の経済学で仮定されてきた、金融市場に関する理論や仮説の検証。Shu-Heng Chenが行った、市場参加者たちが予測する価格は常に正しいとする合理的期待仮説の検証や、すべての情報は瞬時に価格に反映されるという効率的市場仮説の検証などがある。

### 合理的期待仮説
ある経済モデルにおいて、すべての経済主体がそのモデルを正確に把握しており、知ることのできるすべての情報を利用した上でそのモデル内で整合的な予測を行うという仮説。
不確定なマクロな経済状況での貨幣価値の期待は、特定の投機のインセンティブを高め社会変化の原因になるとされている。「期待」は、経済そのものに大きな影響を与える。貨幣を伴う経済にとって、期待とは本質そのものであるとされている。期待形成が社会的伝播性を持つ場合、それは社会変化の原動力となるとされている。

#### 批判
経済学者の小林慶一郎は「実際には、すべての家計・企業が合理的だというミクロの合理性は成り立たず、合理的期待は理論的な近似にすぎない」と指摘している。
政治学者・経済学者の小室直樹は「古典派は余りに合理的な「経済人」を仮定するという理由でよく批判されるが、合理的期待学派のモデルとする経済人は、古典派どころではなく、全知全能に近い「経済人」なのである。その経済人は将来に対して不偏な予測ができる。また、すべての経済理論を利用できる。このような予測をするためには、膨大なコストと時間をかける必要があるが、コストも時間もゼロであると仮定されている」と述べている。小室は「全盛を極めたルーカス派にとって転機となったのは、数学が得意なことで有名なロバート・ルーカスの論文に数学的誤りが発見されたことだった。これがきっかけとなり理論的批判も行われるようになった」と述べている。

### 効率的市場仮説
市場参加者は利用可能なすべての情報を迅速に取り入れており、新規情報によって他の市場参加者より有利になるという状況は生じないため、市場の挙動はランダムウォークになるという仮説。

## 市場現象のメカニズム解明
従来の市場理論では説明できない、さまざまな市場現象のメカニズムの解明。価格変動の頻度分布が正規分布よりも裾が厚く鋭い形状になるメカニズムに関する高安秀樹の研究や、バブル現象が発生するメカニズムの分析などがある。これらの現象は、市場参加者間の相互作用によって、市場参加者たちの意思とは無関係に発生する現象であり、創発的現象と呼ばれている。